# Nancy Kerrigan
Nancy Ann Kerrigan (Woburn, 13 ottobre 1969) è un'ex pattinatrice artistica su ghiaccio statunitense.

## Biografia
Nancy Kerrigan nasce a Woburn, nel Massachusetts da Daniel Kerrigan e Brenda M. (Schultz) Kerrigan. I due fratelli maggiori giocano a hockey ma, reputandolo uno sport poco femminile, già a sei anni viene indirizzata verso il pattinaggio artistico nella vicina pista di Stoneham.
La famiglia Kerrigan non è benestante così che il padre, saldatore di professione, spesso si trova a fare tre lavori per finanziare la carriera della figlia.
Fino ai 16 anni si allena con Theresa Martin, dopo un breve periodo con Denise Morrissey inizia a lavorare con Evy e Mary Scotvold che la seguiranno per tutto il suo percorso agonistico.
Nancy Kerrigan si mette in luce a livello nazionale ai Campionati statunitensi del 1987 in cui si piazza quarta nella categoria junior. L'anno seguente debutta nella categoria maggiore arrivando dodicesima nel 1988, quinta nel 1989 e quarta nel 1990.
Grazie anche al suo stile aggraziato ed elegante, nel 1991 giunge terza ai Campionati nazionali statunitensi, qualificandosi per i Mondiali, dove, in un podio tutto a stelle e strisce, conquista il bronzo dietro a Kristi Yamaguchi e Tonya Harding. L'anno seguente vince la medaglia di bronzo ai XVI Giochi olimpici invernali e l'argento ai Mondiali.
Nel 1993 Kristi Yamaguchi abbandona le competizioni per dedicarsi al professionismo e la Kerrigan vince il suo primo titolo nazionale. Favorita per l'oro ai Mondiali di Praga, arriva quinta: in prima posizione al termine del programma corto, si classifica solo nona col programma lungo a causa di una disastrosa esibizione in cui esegue solo tre salti tripli.

### L'aggressione
La notorietà mediatica internazionale le arriva per motivi extrasportivi. Il 6 gennaio 1994 viene aggredita dopo una sessione di allenamento ai Campionati nazionali. Un uomo la colpisce con un manganello al ginocchio destro. Mandante dell'aggressione è Jeff Gillooly, ex marito di Tonya Harding, che disse di aver agito per conto della ex moglie allo scopo di toglierle di mezzo una rivale pericolosa per i Giochi olimpici invernali di Lillehammer. Non avendo partecipato ai Campionati nazionali, Kerrigan non può partecipare alla rassegna olimpica; tuttavia, dopo aver dimostrato di essersi ripresa completamente dalle conseguenze dell'aggressione, la Federazione americana le concede di gareggiare, dandole il posto di Michelle Kwan, giunta seconda ai campionati statunitensi.
A Lillehammer vince la medaglia d'argento, dietro a Oksana Bajul, mentre Harding è solo ottava. Il verdetto dei giudici è parecchio discusso: secondo alcuni il programma lungo di Kerrigan è più completo tecnicamente di quello di Bajul. Confrontando gli esercizi si può osservare che l'americana esegue una combinazione triplo toe loop-triplo toe loop e una triplo salchow-doppio toe loop, e un totale di cinque salti tripli e il flip fatto solo doppio; invece l'ucraina esegue una combinazione, doppio axel-doppio toe loop e un totale di cinque salti tripli, tra cui un flip atterrato su due piedi. Oksana Bajul ottiene un più alto punteggio nell'impressione artistica e nell'esecuzione dei salti e si impone con uno scarto di un decimo di punto, assegnato dal giudice tedesco Jan Hoffman (cinque giudici votano in suo favore contro i quattro per la Kerrigan).

### Vita privata
Subito dopo le Olimpiadi, Kerrigan si ritira dalle competizioni e passa al professionismo partecipando a eventi quali Ice Wars e Champions On Ice. Si sposa col suo agente Jerry Solomon e ha tre figli, Matthew, Brian e Nicole. Ha fondato la "Nancy Kerrigan Foundation" allo scopo di aiutare i non vedenti.
Nel gennaio 2010 il padre settantenne muore in ospedale dopo essere stato ricoverato in condizioni gravissime a seguito dell'aggressione del figlio Mark, fratello di Nancy. Dopo una discussione col padre, iniziata a causa del rifiuto dell'uso del telefono, Mark lo avrebbe afferrato al collo con forza; gli agenti, intervenuti sul posto, in seguito alla resistenza del quarantacinquenne si sono visti costretti a stordirlo con uno spray urticante e a trarlo in arresto.

## Palmarès
| Internazionali            | Internazionali | Internazionali | Internazionali | Internazionali | Internazionali | Internazionali | Internazionali | Internazionali | Internazionali | Internazionali |
| Evento                    | 1984-85        | 1985-86        | 1986-87        | 1987-88        | 1988-89        | 1989-90        | 1990-91        | 1991-92        | 1992-93        | 1993-94        |
| ------------------------- | -------------- | -------------- | -------------- | -------------- | -------------- | -------------- | -------------- | -------------- | -------------- | -------------- |
| Giochi olimpici invernali |                |                |                |                |                |                |                | 3°             |                | 2°             |
| Campionati mondiali       |                |                |                |                |                |                | 3°             | 2°             | 5°             | R              |
| Skate America             |                |                |                |                | 5°             |                |                | 2°             |                |                |
| Lalique                   |                |                |                |                |                | 3°             | 3°             |                |                |                |
| NHK Trophy                |                |                | 5°             |                |                |                |                |                |                |                |
| Nations Cup               |                |                |                |                |                |                | 1°             |                |                |                |
| Goodwill Games            |                |                |                |                |                |                | 5°             |                |                |                |
| Piruetten                 |                |                |                |                |                |                |                |                | 1°             |                |
| Novarat Trophy            |                |                |                | 1°             |                |                |                |                |                |                |
| Universiadi               |                |                |                |                | 3°             |                |                |                |                |                |
| Nazionali                 |                |                |                |                |                |                |                |                |                |                |
| Campionati statunitensi   | 9° N.          | 11° J.         | 4° J.          | 12°            | 5°             | 4°             | 3°             | 2°             | 1°             | R              |